# Chiesa di Santa Caterina (Venzone)
La chiesa di Santa Caterina è un edificio di culto cattolico sito pressi dell'abitato di Venzone.

## Storia
Nel 1855, nel sagrato della chiesa, denominato ancora oggi cimitero degli appestati, sono stati seppelliti 55 fedeli deceduti a causa del colera. L'edificio ha subito gravissimi danni a seguito del terremoto del Friuli del 1976. Nel 1986, un gruppo di cittadini ha operato la ricostruzione della chiesa, mantenendo le linee originali. La ricostruzione è durata sino all'anno successivo.